# Zemlja u razvoju
| 1,000-0,800 (veoma visok) 0,700-0,799 (visok) 0,555-0,699 (srednji) | 0,350-0,554 (nizak) Nema podataka |

Zemlje u razvoju (manje razvijene zemlje) imaju relativno nizak standard življenja, nerazvijenu industriju i srednji ili nizak Indeks ljudskog razvoja (HDI). U ovim zemljama nizak je prihod po glavi stanovnika, rašireno siromaštvo, i nizak prihod od kapitala. Izraz je proizašao iz ranijih drugih izraza sa istim smislom, kao na primer Zemlje Trećeg Sveta. Ovaj izraz su promenili jer su se uz njega vezale negativne konotacije, koje izraz zemlje u razvoju još uvijek nije poprimio. Za ove zemlje moguće je naći i skraćenicu LDC (Less developed country) ili LEDC (Less economically developed country) koju geografi koriste da kažu da je zemlja slabo ekonomski razvijena, što obično uključuje i ostale faktore ljudskog razvoja.